# Минковски, Марк
Марк Минковски (фр. Marc Minkowski; род. 4 октября 1962, Париж) — французский дирижёр и фаготист. Видный представитель движения аутентичного исполнительства.

## Биография
Его отцом был Александр Минковски (1915—2004), профессор педиатрии и один из основателей неонатологии, дедом — известный психиатр и психопатолог российского происхождения Эжен (Евгений Айзикович) Минковский. Марк Минковски начал свою карьеру как фаготист в Clemencic Consort Рене Клеменчича и Ricercar Consort Филиппа Пьерло.
Карьера Минковски в основном сконцентрирована на музыке барокко и опере. Минковский начинал как фаготист в ансамбле Les Arts Florissants У. Кристи. В 1996 году дирижировал оперой В. А. Моцарта «Идоменей» в Opéra National de Paris и дебютировал «Похищением из сераля» на Зальцбургском фестивале. Также им были продирижированы: «Свадьба Фигаро» В. А. Моцарта на Festival d’Aix-en-Provence и «Митридат, царь Понтийский» на Зальцбургском фестивале, опера «Юлий Цезарь» Генделя в Амстердаме, Париже и Цюрихе (с Чечилией Бартоли) и его же «Il Trionfo del Tempo e del Disinganno» в Цюрихе; «Фаворитка» Доницетти в Цюрихе; «Ифигения в Тавриде» Глюка, а также многие другие.
Минковски записал произведения Жака Оффенбаха «Орфей в аду», «Прекрасная Елена» и «Великая герцогиня Герольштейнская».
Помимо Les Musiciens du Louvre Минковски работает с разными коллективами, такими как: Mahler Chamber Orchestra, Берлинский филармонический оркестр, Оркестр Парижа, Лос-Анджелесский филармонический оркестр, Моцартеум (Зальцбург) и Staatskapelle (Дрезден). С 2015 принимает участие в оперном фестивале в Дротнингхольмe.
Его записи выпущены на таких лейблах, как Erato и Virgin Records (EMI)

## Признание
- Кавалер ордена Почётного легиона и ордена «За заслуги».
- Командор ордена Искусств и литературы.